# Visione di Ezechiele
La Visione di Ezechiele è un dipinto a olio su tavola (40,7x29,5 cm) di Raffaello Sanzio, databile al 1518 circa e conservato nella Galleria Palatina di Firenze.

## Storia
L'opera è ricordata da Vasari in casa del conte Vincenzo Ercolani a Bologna: "un Cristo a uso di Giove in cielo e d'attorno i quattro Evangelisti, come gli descrive Ezechiel; uno a guisa di uomo e l'altro di leone e quello d'aquila e di bue, con un paesino sotto figurato per la terra, non meno raro e bello nella sua piccolezza che sieno l'altre cose sue nelle grandezze loro".
Esiste una traccia documentaria di un pagamento di 8 ducati d'oro dall'Ercolani al Sanzio nel maggio 1510, ma tutta la critica, dal Passavant in poi, ritiene che si trattasse di una semplice caparra, visto che i caratteri stilistici, così legati all'esempio delle Storie della Genesi di Michelangelo, impediscono di prendere in considerazione una datazione anteriore al 1516.
A Firenze almeno dal 1589, venne forse ceduta dal fratello minore dell'Ercolani a Francesco I de' Medici. Fu collocata agli Uffizi e nel 1697 è ricordata a Pitti, nell'appartamento del Gran Principe Ferdinando. Nel 1799 fu spoliata dai francesi, che la portarono a Parigi, fino al 1816.
Già attribuita a Giulio Romano, su disegno del maestro, è stata riassegnata alla piena autografia del maestro da recenti indagini, con una datazione che può oscillare entro il 1516 e il 1518. Riferita prevalentemente al 1518, sarebbe, assieme al Ritratto di Leone X tra i cardinali,  una delle ultime opere interamente autografe del Sanzio, che a quell'epoca era preso da mille impegni, tra cui i progetti architettonici per San Pietro in Vaticano, le Stanze e gli arazzi per la Sistina; può darsi però che il formato ridotto non richiedesse il consueto appoggio sugli aiuti.
Nel 2011 il dipinto è stato al centro di una vicenda mediatica, quando lo studioso Roberto De Feo rintracciò un altro esemplare di analogo soggetto e analoghe dimensioni in una collezione privata a Ferrara. Senza alcuna cautela attributiva, fu lanciata la notizia che il dipinto ferrarese fosse originale e il documentatissimo dipinto di Pitti una copia, che iniziò a rimbalzare su numerose testate, che rincararono via via la dose, arrivando perfino a polemizzare su come il museo fiorentino potesse continuare a esporre quello che veniva definito "un falso". La vicenda ebbe conclusione con una relazione dello studioso all'Accademia dei Lincei, che peraltro non raccolse consensi dalla critica. Le meccaniche distorte della costruzione di scandali nel mondo della storia dell'arte e degli ormai frequenti rinvenimenti prodigiosi "alla Dan Brown" sono stati analizzati da Tomaso Montanari nel breve saggio La madre dei Caravaggio è sempre incinta (2012).

## Descrizione e stile
Nel Libro di Ezechiele è narrata la visione del tetramorfo da cui derivano i simboli dei quattro Evangelisti. Raffaello, accennando appena un riferimento a Ezechiele nella figuretta in basso investita da un raggio di luce, rappresentò la sfolgorante apparizione nel cielo di Dio contornato da due putti che gli reggono le braccia distese e poi l'angelo di san Matteo, il leone di san Marco, il bue (alato) di san Luca, e l'aquila di san Giovanni. Pare che la scena sia ispirata, nella composizione, da un rilievo su un sarcofago romano con il Giudizio di Paride a villa Medici, in cui una divinità levita seduta sopra un altro soggetto, in quel caso uno scudo. Stupiscono soprattutto i bagliori luminosi che invadono la tavola, in cui si riconoscono, della stessa materia delle nubi, una moltitudine di cherubini.
Originalissima è l'impostazione che travalica le consuete leggi di prospettiva, impostando piuttosto un paesaggio a volo d'uccello, fatto di una riva marina o lacustre, con un albero lontano che offre un metro di misurazione spaziale. Questa sottile lingua è popolata da due figurette, una illuminata in controluce in una radura, e una che incede verso di lui, forse con aureola, che sono state identificate forse come Ezechiele e come san Giovanni Evangelista che ricevette una visione a Patmos.
L'alta qualità dell'opera, il respiro grandioso della composizione, lo scorcio ardito delle gambe del Padre Eterno e la rispondenza perfetta tra stesura e disegno sottostante, rivelata in occasione dell'esame riflettografico del 1984, ne fanno un sicuro autografo raffaellesco.